# Aeroportul Internațional Albrook "Marcos A. Gelabert"
Aeroportul Internațional Albrook "Marcos A. Gelabert" (IATA: PAC, ICAO: MPMG) este un aeroport din Ciudad de Panamá, Panamá District⁠(d), Provincia Panamá, Panama ce deservește zona Ciudad de Panamá. Aeroportul a fost tranzitat în 2016 de 230.000 de pasageri. A fost deschis în 1932 și numit după Marcos A. Gelabert⁠(d).
Situat la o altitudine de 9 m, aeroportul dispune de o singură pistă.